# Йосіп Сутон
Йосіп Сутон (нар. 14 листопада 1988, Мостар) — хорватський футзаліст і колишній футболіст.

## Кар'єра
Сутон розпочав свою кар'єру у футболі, зігравши за «Зриньські» у трьох іграх відбіркового турніру Кубка УЄФА 2007—2008. Після закінчення сезону він залишив футбол на користь футзалу, домовившись із загребським «Насьоналем». Зі столичною командою виграв чемпіонат Хорватії з футзалу та два національні кубки. У 2010 році він перебрався до «Спліта», у якому виступав майже десять років.